# Сокуренко Григорій Михайлович
Григорій Михайлович Сокуренко (1917, село Зав'ялівка, тепер Софіївського району Дніпропетровської області? — ?) — український радянський діяч, 1-й секретар Ленінського райкому КПУ міста Дніпропетровська, голова Дніпропетровського міськвиконкому. Депутат Верховної Ради УРСР 6-го скликання.

## Біографія
З 1941 року — у Червоній армії, учасник німецько-радянської війни.
Член ВКП(б) з 1944 року.
Перебував на відповідальній партійній роботі.
У 1955—1963 роках — 1-й секретар Ленінського районного комітету КПУ міста Дніпропетровська.
У 1963—1964 роках — голова виконавчого комітету Дніпропетровської міської ради депутатів трудящих Дніпропетровської області.
Потім — на відповідальній роботі у місті Дніпропетровську.

## Звання
- капітан

## Нагороди
- орден Трудового Червоного Прапора (19.07.1958)
- орден Вітчизняної війни ІІ ст. (15.06.1945)
- ордени
- медалі